# 2355 Ней Монггол
2355 Ней Монггол (2355 Nei Monggol) — астероїд головного поясу, відкритий 30 жовтня 1978 року.
Тіссеранів параметр щодо Юпітера — 3,214.